# Dutch Juniors 1994
Das Dutch Juniors 1994 fand als bedeutendstes internationales Nachwuchsturnier der Niederlande im Badminton in Duinwijck, Haarlem, statt.

## Sieger und Finalisten
| Disziplin    | Gold                       | Silber                          |
| ------------ | -------------------------- | ------------------------------- |
| Herreneinzel | Jeffer Rosobin             | Wong Choong Hann                |
| Dameneinzel  | Carmelita                  | Miho Tanaka                     |
| Herrendoppel | Jesper Mikla Lars Paaske   | Peter Gade Peder Nissen         |
| Damendoppel  | Gitte Jansson Majken Vange | Sarah Hardaker Rebecca Pantaney |
| Mixed        | Lars Paaske Gitte Jansson  | Peder Nissen Mette Justesson    |